# 靖安軍
靖安軍（せいあんぐん）は、満州国軍の軍のひとつ。編成当初の名称は靖安遊撃隊（せいあんゆうげきたい）。満州事変の直後に関東軍の指導のもとで編成された日本人・満州人混成の部隊である。満州各地で匪賊の討伐作戦に従事した。日中戦争においては華北に外征し、国防軍として第1師に改編された。

## 概要
満州事変勃発直後の関東軍は兵力不足で司令部の警備も手薄になりがちであった。そこで、日清・日露戦争時代の満州義軍や永沼挺身隊の発想から、日本人を中核とした日本人・満州人の混合部隊が編成されることになった。
1931年10月中旬から、関東軍参謀小松己三雄騎兵少佐を指導役として「靖安遊撃隊」が奉天で編成され（1932年7月編成完了）、奉天省自治政府の直轄部隊となった。司令には和田勁（日本陸軍予備役中尉）が満州国軍の陸軍少将となって就任し、顧問に有村宗吾、参謀長に宮本新上校が就任した。人員は約3,000名で、第1軍と第2軍を編成して奉天の大西辺門外と東大営に駐防していた。幹部の3分の2は日本人で、日本から17、18歳の中学卒業者を募集して少年隊・少年候補生隊を編成、第2軍に配属した。少年隊は部隊の後継者となるべく指導を受けていた。また、靖安遊撃隊は軍服の袖に紅布を付けて目印としたため「紅袖隊（赤袖隊）」とも呼ばれていた。
1932年、靖安遊撃隊は軍政部に接収、満州国軍の隷下に編入され「靖安軍」と改称した。靖安遊撃隊の幹部たちは特別扱いを望んでおり、特務機関を設けて莫大な額の経費を要求した。満州国顧問団は、日本軍では予備役中尉にすぎない和田司令の統率力を疑問視し、毅然とした態度を示した。軍事顧問佐々木到一大佐は、軍政部の改造案を示し「要求に従うか、武装解除のいずれかひとつ」を取るよう断固命令した。一部日系幹部たちは憤慨したが、ついに改造に同意した。給与は他の部隊と同一になり、満州国軍の規定外であった「紅袖」などの標識が廃され、襟章が定められた。軍司令官には藤井重郎少将を迎え、歩兵第1、第2団、騎兵団、砲兵団の新編成となった。歩兵第1団の団長は美崎丈平上校（大佐）が務め、藤井司令官を補佐した。靖安軍は満州国内の各地で匪賊討伐に転戦した。
1937年7月7日に日中戦争が勃発すると、中国軍第84師（師長：高桂滋）は長城線を越えて国境付近に侵入してきた。関東軍は満州国軍の出動を要請し、8月1日、承徳市において靖安軍を中核として「熱河支隊」（支隊長：藤井重郎少将）が編成された。熱河支隊は長城の制高地点に布陣する中国軍を攻撃したが、8月21日に藤井支隊長が戦死するなど戦闘初期は苦戦を強いられた。その後、美崎上校が支隊長となって陣容を立て直し、中国軍を撃退してチャハルへ進撃した（察哈爾作戦）。支隊は兵站線の警備や掃討戦をおこなって1938年に凱旋した（戦闘回数19回、戦死傷60名余、行方不明143名）。
靖安軍（靖安師）はのちに満州国軍における国防軍として、第1師（師長：秋山秀少将）に改編された。第1師は錦県に駐屯していたが、1945年1月に一部部隊（歩兵第37団）が鉄石部隊として華北の冀東地区に派遣され、7月15日には陣地構築中の部隊を錦県に残して勃利に移駐した。8月9日のソ連侵攻に対して戦闘準備命令が下されたが、戦意喪失した兵士の離隊や反乱が発生した。第1師の日系軍官らはハルビンに向けて南下していったが、8月26日に終戦を知り、師長は部隊の解散を宣言した。

## 編制
1933年（大同2年）1月時の編制。人員は3,760人（1933年8月）、2,769人（1934年7月）。
- 靖安軍司令部 - 司令官：藤井重郎少将[8]
  - 歩兵第1団 - 長：美崎丈平上校 （本部、歩兵営×3、機関銃連、迫撃砲連、補充連）
  - 歩兵第2団 - 長：赤澤三六上校 （本部、歩兵営×3、機関銃連、軽迫連、補充連）
  - 騎兵団 - 長：山崎積上校 （本部、騎兵連×3、機関銃連、補充連）
  - 砲兵団 - 長：柴田潤人中校 （本部、砲兵連×2）
  - 衛隊、汽車班、軍犬班、軍鳩班

1945年時の編制。第11軍管区（司令官：郭若林中将）の指揮下。
- 第1師 - 師長：秋山秀少将
  - 歩兵第36団、歩兵第37団（華北へ派遣）、騎兵第45団
  - 第1師砲兵団
  - 師通信連、師輜重隊、師高射砲排、師無線電台、師鳩通信班